# Mała Gawra

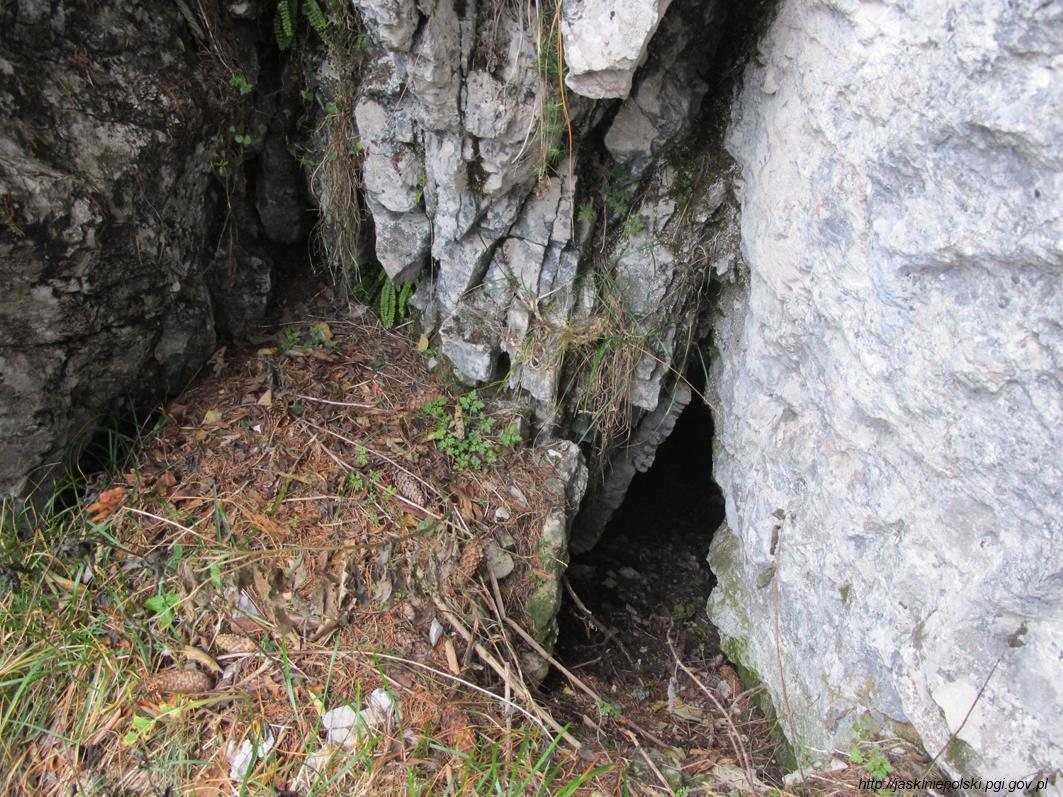
Otwór jaskini

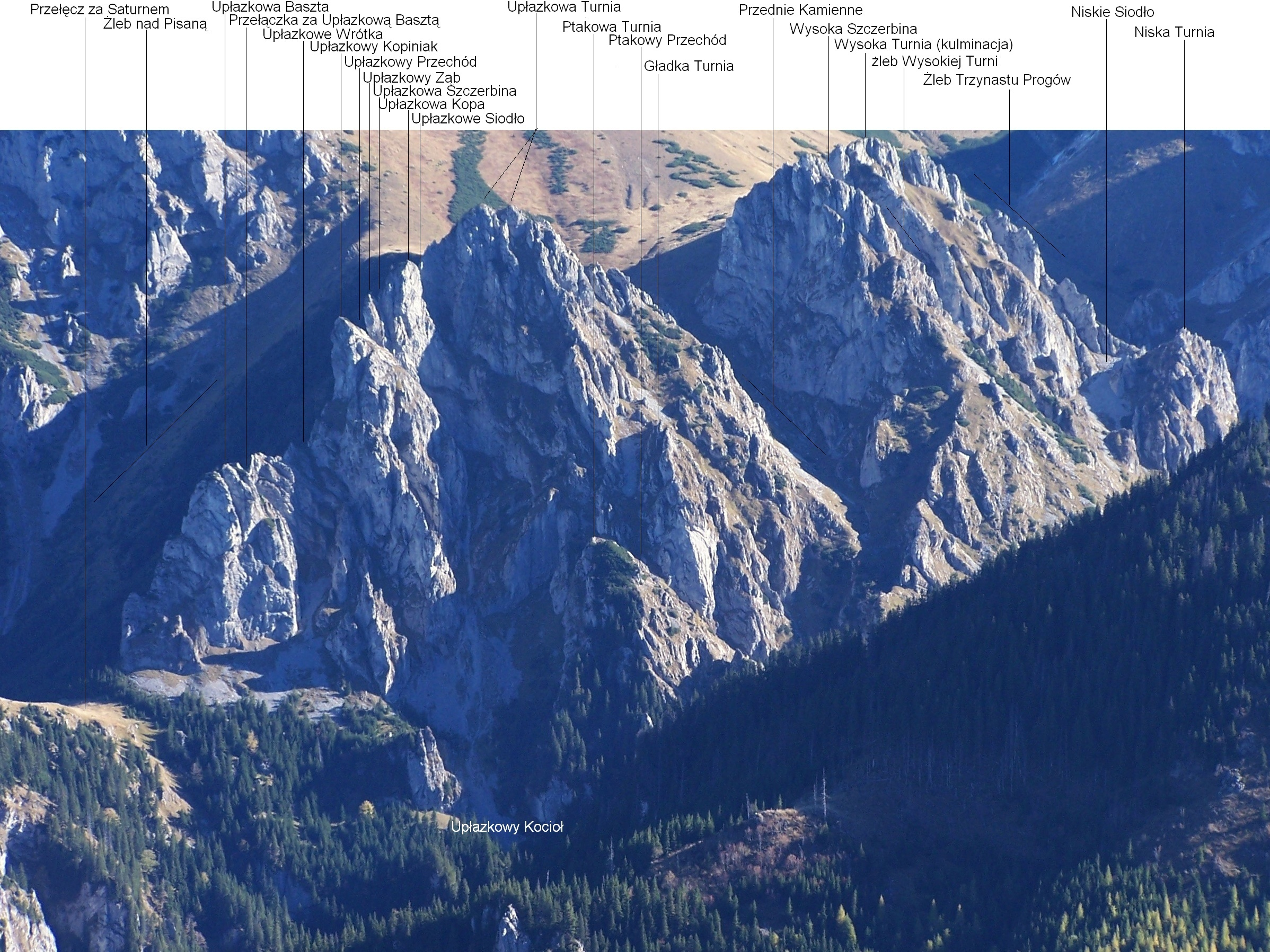
Na wprost Upłazkowa Turnia

Mała Gawra – jaskinia, a właściwie schronisko, w Dolinie Kościeliskiej w Tatrach Zachodnich. Wejście do niej położone jest w Wąwozie Kraków, w zboczu Upłazkowej Turni opadającym do Upłazkowego Kotła, w pobliżu jaskini Gawra i Jaskini Jagnięcej, na wysokości 1300 metrów n.p.m. (1305 metrów n.p.m.) Długość jaskini wynosi 6 metrów, a jej deniwelacja 2 metry.

## Opis jaskini
Jaskinię stanowi 3-metrowy, idący w dół korytarz zaczynający się w trójkątnym, niedużym otworze wejściowym. Mniej więcej w połowie rozszerza się tworząc niewielką i niską salę.

## Przyroda
W jaskini nie ma nacieków. Ściany są wilgotne, brak jest na nich roślinności.

## Historia odkryć
Jaskinia była znana od dawna. Pierwszy jej opis i plan sporządzili J. Ślusarczyk i J. Nowak w 2006 roku.